# Momo Ayed
Pour les articles homonymes, voir Ayed.
Mohamed Ayed, dit Momo Ayed, né le 25 décembre 1957 à Ksibet el-Médiouni et mort le 23 décembre 2022 à Liège, est un entraîneur de football belge.

## Biographie
De 2005 à 2011, il a entraîné le Standard Fémina de Liège.
Momo Ayed est le coordinateur des équipes de jeunes du Racing Ans-Montegnée FC, club de 3e provinciale situé dans la banlieue de Liège.
Il meurt le 23 décembre 2022 et est inhumé au cimetière d'Ans (Ans-Bolsée).

## Palmarès
Avec le Standard Fémina de Liège: 
- Champion de Belgique (2): 2009 - 2011
- Vainqueur de la Coupe de Belgique (1) : 2006
- Finaliste de la Coupe de Belgique: 2009
- Vainqueur de la Super Coupe de Belgique (1): 2009
- Finaliste Super Coupe de Belgique:2006
- Doublé Championnat de Belgique-Super Coupe de Belgique (1): 2009

### Bilan
- 4 titres